# پرچم آریزونا
پرچم آریزونا پرچم رسمی ایالت آریزونا می‌باشد. این پرچم دارای سیزده پرتو قرمز و زرد است که به صورت یک در میان و در نیمه بالایی پرچم قرار گرفته‌اند. رنگ‌های زرد و قرمز این پرچم از رنگ پرچم اسپانیا الهام گرفته شده است. ۱۳ پرتو پرچم نشان‌گر ۱۳ ایالت ابتدایی و اصلی کشور ایالات متحده آمریکا است. همچنین این پرتوها نمایان‌گر غروب زیبای آریزونا می‌باشد. ستاره بزرگ مسی رنگی که در میان پرچم قرار دارد نمایشگر معادن مس آریزونا می‌باشد. نیمه پایینی پرچم به رنگ آبی می‌باشد که نشان‌گر آزادی است.

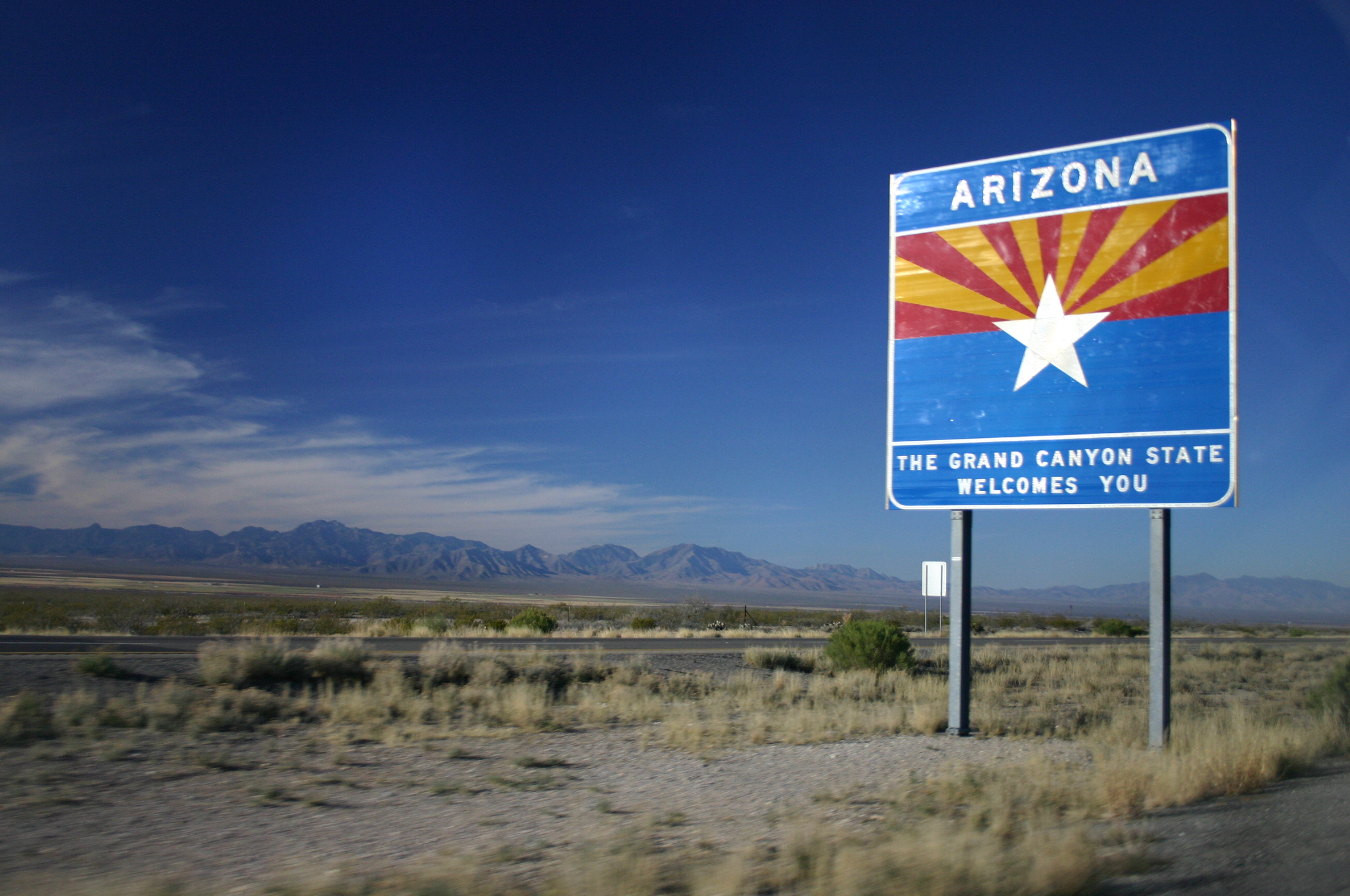
پرچم آریزونا در نقشه آریزونا